# Benediktinski samostan uz crkvu sv. Spasa u Šibeniku
Benediktinski samostan uz crkvu sv. Spasa u Šibeniku je bivši ženski rimokatolički samostan u Šibeniku.

## Povijest
Osnovan je koncem 14. stoljeća uz nešto stariju crkvu sv. Spasa, koja je iz 12. stoljeća. Ovaj benediktinski samostan bio je za kćeri iz šibenskih plemićkih obitelji. 
Stoljećima je ovaj samostan bio poznat po uporabi hrvatskoga jezika. Pridonosio je kulturnom životu, a promičući hrvatski jezik i kulturu. U 17. su stoljeću redovnice ovog samostana izvodile crkvena prikazanja na hrvatskom jeziku, a odjevene u hrvatsku narodnu nošnju. Na hrvatskom su jeziku Faust Vrančić i Ivan Tomko Mrnavić baš njima posvetili - živote nekoliko svetica. 
Dolazak Napoleonove Francuske značio je kraj za ovaj samostan. Francuske su vlasti ukinule samostan 1808. godine. Otimanje od katoličke Crkve nije stalo samo na ovome. Francuzi su ga predali, zajedno s crkvom sv. Spasa, pravoslavnom svećenstvu na uporabu, za pravoslavce koje su Francuzi izdvojili od nadležnosti katoličke Crkve te za njih ustanovili posebnu dalmatinsku episkopiju. Danas je u prostoru ovog samostana sjedište pravoslavnog klera, a katolička crkva sv. Spasa danas je srpska pravoslavna crkva posvećena Uspenju Bogorodice. 